# 藏黄花茅
藏黄花茅（学名：Anthoxanthum hookeri）为禾本科黄花茅属下的一个种。

## 扩展阅读
- 維基物種上的相關：藏黄花茅